# Моїз Бомбіто
Мої́з Бомбі́то Лумпу́нгу (фр. Moïse Bombito Lumpungu; нар. 30 березня 2000, Монреаль) — канадський футболіст, захисник французького клубу «Ніцца» та збірної Канади.

## Початок кар'єри
Виступав за юнацьку команду «Сен-Лоран», а коли навчався в Колледжі Аентсік, грав за їхню футбольну команду. В 2022 році перевівся в Університет Нью-Гемпшира, щоб грати за футбольну команду закладу на рівні першого дивізіону NCAA.
В 2020 році почав виступати за клуб «Сент-Юбер» в Прем'єр-лізі Квебека. 2022 року виступав за клуб «Сікост Юнайтед Фантомс» в Лізі два ЮСЛ.

## Клубна кар'єра
21 грудня 2022 року був обраний на Супердрафті МЛС 2023 в першому раунді під загальним третім номером клубом «Колорадо Репідз». В травні 2023 року дебютував в складі другої команди клубу в чемпіонаті MLS Next Pro. 13 травня 2023 року дебютував в основному складі «Колорадо Репідз» в матчі МЛС проти «Філадельфії Юніон», вийшовши на заміну. 30 березня 2024 року в поєдинку проти «Лос-Анджелеса» забив свій перший гол за «Колорадо Репідз».
19 липня 2024 року був обраний на матч всіх зірок МЛС. 24 липня вийшов на заміну Жорді Альбі в складі збірної зірок МЛС, яка приймала збірну зірок Ліги MX.
19 серпня 2024 року перейшов у французький клуб «Ніцца», підписавши чотирирічний контракт. Cума трансферу становила 7,7 млн доларів, а з урахуванням бонусів може збільшитися до 10,7 млн, що є найдорожчим продажем центрального захисника в історії МЛС. 25 серпня дебютував за «Ніццу» в матчі Ліги 1 проти «Тулузи», вийшовши в стартовому складі. 25 вересня 2024 року в матчі загального етапу Ліги Європи УЄФА проти іспанського клубу «Реал Сосьєдад» дебютував у єврокубках.

## Кар'єра в збірній
10 червня 2023 року вперше викликаний до збірної Канади для участі в матчах фіналу чотирьох Ліги націй КОНКАКАФ 2022–23, замінивши травмованого Дерека Корнеліуса. В обох поєдинках залишився в запасі. 19 червня того ж року потрапив до заявки на матчі Золотого кубку КОНКАКАФ 2023. 27 червня в матчі групового етапу проти збірної Гваделупи дебютував за збірну Канади, вийшовши в стартовому складі. На турнірі провів 4 поєдинки, де канадці поступились в чвертьфіналі американцям в серії післяматчевих пенальті.
15 червня 2024 року включений в заявку збірної Канади для участі в матчах фінальної частини Кубка Америки 2024, що проходив у США. На турнірі провів 6 поєдинків, посівши в підсумку з командою 4-е місце.

## Статистика виступів

### Клубна статистика
Станом на 10 травня 2025 
| Клуб                | Сезон             | Чемпіонат         | Чемпіонат | Чемпіонат | Плей-оф | Плей-оф | Кубок | Кубок | Континентальні | Континентальні | Інші  | Інші | Всього | Всього |
| Клуб                | Сезон             | Дивізіон          | Матчі     | Голи      | Матчі   | Голи    | Матчі | Голи  | Матчі          | Голи           | Матчі | Голи | Матчі  | Голи   |
| ------------------- | ----------------- | ----------------- | --------- | --------- | ------- | ------- | ----- | ----- | -------------- | -------------- | ----- | ---- | ------ | ------ |
| → Колорадо Репідз 2 | 2023              | МЛС Некст Про     | 4         | 0         | 0       | 0       | —     | —     | —              | —              | —     | —    | 4      | 0      |
| Колорадо Репідз     | 2023              | МЛС               | 11        | 0         | —       | —       | 1     | 0     | —              | —              | 2     | 0    | 14     | 0      |
| Колорадо Репідз     | 2024              | МЛС               | 18        | 2         | —       | —       | —     | —     | —              | —              | 2     | 0    | 20     | 2      |
| Колорадо Репідз     | Всього            | Всього            | 29        | 2         | 0       | 0       | 1     | 0     | 0              | 0              | 4     | 0    | 34     | 2      |
| Ніцца               | 2024–25           | Ліга 1            | 26        | 0         | —       | —       | 2     | 0     | 6              | 0              | —     | —    | 34     | 0      |
| Всього за кар'єру   | Всього за кар'єру | Всього за кар'єру | 82        | 8         | 3       | 0       | 3     | 0     | 6              | 0              | 4     | 0    | 98     | 8      |

1. 1 2  Матчі в Кубку ліг
2. ↑  Матчі в Лізі Європи УЄФА

### Міжнародна статистика
Станом на 23 березня 2025 
| Збірна            | Сезон             | Товариські | Товариські | Офіційні | Офіційні | Всього | Всього |
| Збірна            | Сезон             | Матчі      | Голи       | Матчі    | Голи     | Матчі  | Голи   |
| ----------------- | ----------------- | ---------- | ---------- | -------- | -------- | ------ | ------ |
| Канада            |                   |            |            |          |          |        |        |
| 2024              | 5                 | 0          | 12         | 0        | 17       | 0      |        |
| 2024              | 0                 | 0          | 2          | 0        | 2        | 0      |        |
| Всього за кар'єру | Всього за кар'єру | 5          | 0          | 14       | 0        | 19     | 0      |

### Матчі за збірну
Станом на 23 березня 2025 
| Матчі Моїза Бомбіто за збірну Канади | Матчі Моїза Бомбіто за збірну Канади | Матчі Моїза Бомбіто за збірну Канади | Матчі Моїза Бомбіто за збірну Канади | Матчі Моїза Бомбіто за збірну Канади | Матчі Моїза Бомбіто за збірну Канади | Матчі Моїза Бомбіто за збірну Канади | Матчі Моїза Бомбіто за збірну Канади |
| №                                    | Дата                                 | Суперник                             | Рахунок                              | Голи                                 | Картки                               | Хвилини                              | Змагання                             |
| ------------------------------------ | ------------------------------------ | ------------------------------------ | ------------------------------------ | ------------------------------------ | ------------------------------------ | ------------------------------------ | ------------------------------------ |
| 1                                    | 28 червня 2023                       | Гваделупа                            | 2–2                                  |                                      |                                      | 64'                                  | Золотий кубок КОНКАКАФ 2023          |
| 2                                    | 2 липня 2023                         | Гватемала                            | 0–0                                  |                                      | 67'                                  | 90'                                  | Золотий кубок КОНКАКАФ 2023          |
| 3                                    | 5 липня 2023                         | Куба                                 | 4–2                                  |                                      |                                      | 33'                                  | Золотий кубок КОНКАКАФ 2023          |
| 4                                    | 10 липня 2023                        | США                                  | 2–2 (пен. 4–5)                       |                                      |                                      | 60'                                  | Золотий кубок КОНКАКАФ 2023          |
| 5                                    | 6 червня 2024                        | Нідерланди                           | 0–4                                  |                                      | 41'                                  | 90'                                  | Товариський матч                     |
| 6                                    | 9 червня 2024                        | Франція                              | 0–0                                  |                                      |                                      | 90'                                  | Товариський матч                     |
| 7                                    | 21 червня 2024                       | Аргентина                            | 0–2                                  |                                      |                                      | 90'                                  | Фінальні матчі КА-2024               |
| 8                                    | 26 червня 2024                       | Перу                                 | 1–0                                  |                                      |                                      | 90'                                  | Фінальні матчі КА-2024               |
| 9                                    | 30 червня 2024                       | Чилі                                 | 0–0                                  |                                      | 7'                                   | 90'                                  | Фінальні матчі КА-2024               |
| 10                                   | 6 липня 2024                         | Венесуела                            | 1–1 (пен. 4–5)                       |                                      |                                      | 90'                                  | Фінальні матчі КА-2024               |
| 11                                   | 10 липня 2024                        | Аргентина                            | 0–2                                  |                                      |                                      | 90'                                  | Фінальні матчі КА-2024               |
| 12                                   | 14 липня 2024                        | Уругвай                              | 2–2 (пен. 5–6)                       |                                      |                                      | 90'                                  | Фінальні матчі КА-2024               |
| 13                                   | 7 вересня 2024                       | США                                  | 2–1                                  |                                      |                                      | 90'                                  | Товариський матч                     |
| 14                                   | 11 вересня 2024                      | Мексика                              | 0–0                                  |                                      |                                      | 90'                                  | Товариський матч                     |
| 15                                   | 16 жовтня 2024                       | Панама                               | 2–1                                  |                                      |                                      | 90'                                  | Товариський матч                     |
| 16                                   | 16 листопада 2024                    | Суринам                              | 1–0                                  |                                      |                                      | 90'                                  | Ліга націй КОНКАКАФ 2024–25 (А)      |
| 17                                   | 20 листопада 2024                    | Суринам                              | 3–0                                  |                                      |                                      | 90'                                  | Ліга націй КОНКАКАФ 2024–25 (А)      |
| 18                                   | 21 березня 2025                      | Мексика                              | 0–2                                  |                                      | 18'                                  | 90'                                  | Ліга націй КОНКАКАФ 2024–25 (А)      |
| 19                                   | 23 березня 2025                      | США                                  | 2–1                                  |                                      | 43'                                  | 90'                                  | Ліга націй КОНКАКАФ 2024–25 (А)      |

Всього: 19 матчів / 0 голів; 8 перемог, 5 нічиїх, 6 поразок.

## Досягнення
Особисті
- Учасник матчу всіх зірок МЛС: 2024[23]